# Критика чистого разума
«Кри́тика чи́стого ра́зума» (нем. Kritik der reinen Vernunft) — философский труд Иммануила Канта, впервые опубликованный в 1781 году в Риге в издательстве И. Ф. Харткноха. Считается одной из наиболее фундаментальных работ в истории философии и главным сочинением философа. Ключевой вопрос «Критики» — исследование познавательной возможности разума, в отрыве от знаний, получаемых эмпирическим (опытным) путём. По ходу исследования философ освещает вопросы пространства и времени, возможности доказательства существования Бога посредством разума и др.
Кант устанавливает непознаваемость вещей самих по себе («вещь в себе»), порождающих своим воздействием на наше сознание явления внешнего мира; для достоверного знания доступны лишь эти явления в нашем сознании. Пространство и время, которые мы воспринимаем в опыте, субъективны, то есть они — наши же представления, а не существуют сами по себе; а потому всё, что помещается в них (а мы ничего не можем воспринять вне пространства и времени), есть тоже наше представление; следовательно, на опыте мы имеем дело только с нашими представлениями, но лишь являющимися нам как объекты; так что всё без исключения, даже самих себя, мы знаем лишь как явления, а не как «вещь в себе». При всём том Кант не считает возможным отрицать само существование вещей в себе, хотя бы потому, что такое отрицание явилось бы известным суждением о них, высказывать которое, в виду их непознаваемости для нас, мы не имеем никакого права. Основной смысл сочинения: за явлениями, доступными опыту, находится мир предметов «самих по себе», познать который мы не в состоянии; наше познание имеет дело лишь с феноменами; мир возможен лишь как бытие, подчинённое категориям мысли: «наш рассудок сам же и предписывает природе её законы».
Сочинение написано за несколько месяцев после более чем десятилетнего обдумывания; по всей видимости, является объединением многолетних записок автора. Читатели жаловались на излишнюю сложность книги, затруднявшую понимание идей автора. Для предотвращения возможных неверных толкований в 1783 году Кантом были изданы «Пролегомены ко всякой будущей метафизике», а в 1787 году вышло второе издание «Критики». Изложив в 1-м издании тот взгляд критического идеализма, что мир познается нами только в своих являемых формах, которые суть построения умственной деятельности нашего субъекта и помимо нашего представления вовсе не существуют, Кант понял, что этот взгляд смешивается многими с тем фантастическим идеализмом, по которому мир создаётся субъектом без всякого данного материала и есть только грёза или пустой призрак. Ввиду этого Кант во 2-м издании, так же и как в «Пролегоменах», подчеркнул различие двух идеализмов и изложил свой таким образом, чтобы дальнейшее смешение было невозможно.
Непосредственное продолжение — «Критика практического разума» (1788), основное этическое произведение Канта.

## История создания
Произведение является результатом более чем десятилетнего обдумывания, однако написание самого текста заняло несколько месяцев. Исследователь творчества философа и переводчик его работ на английский язык Норман Кемп Смит в своих комментариях к Критике чистого разума пишет, что вряд ли на протяжении всей истории литературы найдется произведение, столь тщательно и последовательно продуманное, но настолько поспешно написанное. На этот счёт в своем письме к Моисею Мендельсону от 16 августа 1783 года Кант пишет:

...результаты своих по меньшей мере двенадцатилетних размышлений я обработал в течение каких-нибудь 4 или 5 месяцев как бы на ходу, хотя и с величайшим вниманием к содержанию, но гораздо менее заботясь об изложении, которое облегчило бы читателю его усвоение. Я теперь ещё не раскаиваюсь, что решился на это, поскольку без всего этого и при более длительной отсрочке с целью придать сочинению популярность, оно, вероятно, вообще не было бы создано, тогда как последняя ошибка со временем может быть устранена, если только существует само произведение, пусть ещё в недостаточно обработанном виде. Я ведь уже слишком стар для того, чтобы создать столь обширное произведение, в котором постоянное стремление добиться законченности одновременно совмещалось бы с возможностью отшлифовать каждую часть, придать ей завершенность и легкую живость.

## Сложность понимания
Приступающий к чтению работы впервые неизменно оказывается обескуражен её сложностью и запутанностью, что отчасти объясняется тем, что Кант был университетским профессором и находился под влиянием сложившейся в то время традиции написания философских работ, основоположниками которой были Христиан Вольф и Александр Баумгартен. Характерными чертами традиции было использование специфического языка, своеобразное разделение текста на части и стремление к полноте освещения исследуемого вопроса. По утверждению Нормана Кемп Смита, «Критика» не представляет собой одну лаконично выстроенную систему, она скорее является изложением попыток Канта сформулировать и разрешить те проблемные вопросы, которые возникают в процессе исследования.

## Содержание
Основную тему книги составляет понятие трансцендентального, которое раскрывается в двух частях работы: «Трансцендентальной эстетике» (о пространстве и времени как априорных формах созерцания) и «Трансцендентальной логике». Последняя состоит из «Трансцендентальной аналитики» (о категориях рассудка) и «Трансцендентальной диалектики» (об антиномиях разума).
Понятие трансцендентального выступает в оппозиции понятию эмпирическое и обозначает то, благодаря чему возможен опыт, таким образом основным содержанием «Критики чистого разума» является гносеология.
Кант начинает свои рассуждения со специфической классификации суждений. Он выделяет суждения синтетические — аналитические и априорные — апостериорные:
- синтетические — суждения, несущие новое знание, отсутствующее в понятии, которое является их субъектом;
- аналитические — суждения, которые всего лишь раскрывают свойства, присущие понятию субъекта, содержащиеся в нём самом, и не несут нового знания;
- априорные суждения (лат. a priori) не нуждаются в опытной проверке своей истинности,
- для апостериорных (лат. a posteriori) необходима эмпирическая верификация.

Кант замечает, что синтетические суждения чаще всего апостериорные, а аналитические — априорные.
Кант приводит следующие примеры:
- «Все тела протяжённы» — аналитическое суждение. Действительно, нам не нужно прибегать к опыту, чтобы убедиться в том, что любое тело развёрнуто в пространстве (имеет длину, ширину, высоту); этот признак — существенный в содержании понятия «тело». То есть указанное суждение — априорное.
- «Все тела имеют тяжесть» — синтетическое суждение. И хотя мы знаем, что даже самое лёгкое тело обладает тяжестью, узнаём мы это не из содержания понятия, а, скорее, из курса физики. То есть — это суждение апостериорное.

Кант замечает, что существует особый вид суждений, и суждения этого вида лежат в основании многих наук в качестве принципов. Это синтетические, и одновременно априорные суждения. Вопрос «Как возможны синтетические априорные суждения?» — фундамент дальнейшего построения работы «Критика чистого разума».

### Оглавление
Критика чистого разума (нем. Gliederung der Kritik der reinen Vernunft)
Предисловие ко второму изданию
Введение
I. О различии между чистым и эмпирическим познанием
II. Мы обладаем некоторыми априорными знаниями, и даже обыденный рассудок никогда не обходится без них
III. Для философии необходима наука, определяющая возможность, принципы и объём всех априорных знаний
IV. О различии между аналитическими и синтетическими суждениями
V. Все теоретические науки, основанные на разуме, содержат априорные синтетические суждения как принципы
VI. Общая задача чистого разума
VII. Идея и деление особой науки, называемой критикой чистого разума
I. Трансцендентальное учение о началах
Часть первая. Трансцендентальная эстетика
Глава первая. О пространстве
Глава вторая. О времени
Общие замечания о трансцендентальной эстетике
Общий вывод из трансцендентальной эстетики
Часть вторая. Трансцендентальная логика
Введение. Идея трансцендентальной логики
Отдел первый. Трансцендентальная аналитика
Книга первая. Аналитика понятий
Глава первая. О способе открытия всех чистых рассудочных понятий
Глава вторая. О дедукции чистых рассудочных понятий
Книга вторая. Аналитика основоположений
Введение. О трансцендентальной способности суждения вообще
Глава первая. О схематизме чистых рассудочных понятий
Глава вторая. Система всех основоположений чистого рассудка
Глава третья. Об основании различения всех предметов вообще на phaenomena и noumena
Приложение. Об амфиболии рефлективных понятий, происходящей от смешения эмпирического применения рассудка с трансцендентальным
Отдел второй. Трансцендентальная диалектика
Введение
I. О трансцендентальной видимости
II. О чистом разуме как источнике трансцендентальной видимости
Книга первая. О понятиях чистого разума
Книга вторая. О диалектических выводах чистого разума
Глава первая. О паралогизмах чистого разума
Общее замечание о переходе от рациональной психологии к космологии
Глава вторая. Антиномия чистого разума
Глава третья. Идеал чистого разума
Приложение к трансцендентальной диалектике
О регулятивном применении идей чистого разума
О конечной цели естественной диалектики человеческого разума
II. Трансцендентальное учение о методе
Введение
Глава первая. Дисциплина чистого разума
Глава вторая. Канон чистого разума
Глава третья. Архитектоника чистого разума
Глава четвёртая. История чистого разума

### Введение

#### Раздел VII
В вводном разделе под названием «Идея и деление особой науки, называемой критикой чистого разума» Кант даёт собственные определения.
- Разум — способность, дающая принципы априорного знания.
- Чистый разум — способность, содержащая принципы безусловного априорного знания.
- Канон (органон) чистого разума — совокупность принципов, согласно которым могут быть приобретены и осуществлены все чистые априорные знания. Полное применение канона даёт систему чистого разума.
- Критика чистого разума — наука, исследующая чистый разум, его источники и границы. Пропедевтика (введение) к системе чистого разума. Польза критики — только отрицательна и может служить лишь для очищения нашего разума и освобождения его от заблуждений. Критика ещё не называется трансцендентальной философией, потому что не содержит анализ всего априорного человеческого познания. Даёт перечисление всех основных понятий, составляющих чистое знание. Эта критика предпринята с целью синтеза (чистого разума). Принципы априорных понятий — принципы синтеза (интеллекта).
- Трансцендентальное знание — знание, занимающееся не столько предметами, сколько нашей способностью познания предметов априори.
- Трансцендентальная философия — система понятий априори. Содержит в себе в полном объёме как аналитическое, так и априорное синтетическое знание. Система всех принципов чистого разума. Идея науки, для осуществления которой критика чистого разума должна набросать архитектонически полный план, с гарантией полноты и надёжности. Хотя высшие и основные положения морали — априорные знания, тем не менее они не входят в трансцендентальную философию, которая содержит учение об элементах и учение о методе чистого разума.
- Трансцендентальная критика — имеет целью не расширение знаний, а только их исправление. Пробный камень ценности или негодности всех априорных знаний. Подготовка к канону или, если это не удалось, подготовка канона системы философии чистого разума.
- Человеческое познание — источник не известен. Имеет две стороны (аспекта, ветви) — чувственность и рассудок. Посредством чувственности предметы нам даются, а посредством рассудка они мыслятся.

### I. Трансцендентальное учение о началах

#### Отдел 1. Трансцендентальная аналитика

##### Глава 1. О схематизме чистых рассудочных понятий
В отделе «О схематизме чистых понятий рассудка» Кант впервые вводит философский термин «схематизм». Этот отдел теории познания Канта вызывал у разных мыслителей самые противоположные мнения. В то время как Гегель в «Истории философии» (т. III) называет учение о схематизме «одной из самых привлекательных сторон Кантовой философии», Шопенгауэр в своей «Критике Кантовой философии» говорит об этом учении, что оно своей искусственностью производит на него комическое впечатление.
По словам Канта, «мысли без содержания — пусты, созерцания без понятий — слепы». Для пояснения этой мысли о неотделимости интуиции и понятий и создано учение о схематизме. Доказав, что пространство и время — формы созерцания, неотделимые от чувственных данных — ощущений, Кант устанавливает в нашем рассудке наличность некоторых равно основных первичных понятий, без которых невозможен никакой акт мысли, — категорий. Таким образом, у него получается наличие двух элементов в познании:
1) чувственных созерцаний, облечённых в пространственно-временную оболочку,
2) чистого рассудка с его аппаратом коренных понятий — категорий качества, количества, причинности, субстанциальности и т. д.
Эти два элемента — чувственность и рассудок — гетерогенны (разнородны). Как объединить их? Как показать, что «мысли без содержания — пусты, созерцания без понятий — слепы»? Для этого следует найти в чувственных данных такой элемент, который имел бы нечто общее с категориями как понятиями рассудка. Таким элементом является время, равно неотделимое и от ощущений, и от категорий, ибо процессы рассудочного мышления по категориям качества, количества и т. д. неотделимы от временных определений: счёт, качественное различение, понимание причинной связи и сосуществования — всё это совершается во времени.
«Чтобы иллюстрировать образно какое-нибудь наивысшее понятие рассудка, мы пользуемся чувственным примером в виде воспроизведения какого-нибудь представления во времени», которое и представляет для нас в виде схемы или монограммы воображения ту или другую категорию. Невозможно представить себе понятия чистого количества — числа вообще: перед воображением лишь быстро мелькает некоторая неопределённая множественность, которая и является схемой для данного понятия. Для каждого наивысшего понятия имеется соответствующая схема:
- для категории количества — последовательный счёт во времени даёт схему числа;
- схемой чистого качества является осознавание заполненности данного времени определённым чувственным содержанием (ощущениями);
- схемой субстанции является сознавание устойчивых комплексов ощущений во времени;
- схемой причинности — закономерная последовательность разнообразного и т. д.

Учение о схематизме чрезвычайно важно и с формально-логической, и с психологической, и с гносеологической точек зрения:
- а) с логической точки зрения оно блестяще разрешает ту проблему об общих представлениях (англ. general ideas), которая запутывала в безвыходные затруднения Локка и Беркли, ибо они смешивали понятие рассудка с его схемою — чувственною иллюстрацией[8].
- б) учение о схематизме является в психологическом отношении ценным потому, что оно показывает нам соотносительность элементов представления и мысли, конкретного и абстрактного. Обособляя идеально чувственность с формами созерцания от рассудка и категорий и затем снова их объединяя, Кант только диалектически расчленяет то, что психологически неотделимо, и делает это именно с целью отчётливо показать такую неотделимость. Ощущения, облечённые в формы пространства и времени, представимы для нас лишь при участии категорий качества и количества; ибо что такое пространство и время без заполняющего их чувственного содержания и без количественного и качественного различения? Пустые звуки. Равным образом, что такое чистая мысль без интуиции, как не набор слов? Но Кант идеально расчленяет то и другое, — что возможно, так как подведение известного представления под известную категорию, которая в нём уже имеется, заключается в наделении вниманием её наличности, которая раньше не бросалась в глаза с такой яркостью.
- в) гносеологическое значение схематизма заключается в том, что весь мир, как это явствует из трансцендентальной эстетики, есть для нас наше представление — чувственные данные, облечённые в формы созерцания: пространство и время. Доказав при помощи схематизма, что пространственно-временные интуиции невозможны без категорий, как условий их бытия, назревает весьма важный вывод, что и мир возможен лишь как бытие, подчинённое категориям мысли. Категории становятся реальными условиями мира явлений. Сам опыт обусловлен категориями; следовательно, «наш рассудок сам же и предписывает природе её законы». В этом и заключается та «Коперниковская» точка зрения на мир, которая установлена Кантом и которую он назвал критическим идеализмом[8].

Из сказанного становится понятным, почему «схематизм чистых понятий рассудка» кажется многим столь трудным для понимания: это центральный пункт в теории познания Канта, который может быть отчётливо усвоен только тем, кто уловил общий дух системы. Эти трудности усугубляются ещё двумя обстоятельствами:
1) гениальное разграничение образа и понятия, схемы и категории никогда не будет усвоено тем, кто смешивает понятия, как продукт абстракции, с представлениями, иллюстрирующими понятия; это мы видим, например, у Гексли, который отождествлял так называемые родовые образы с понятиями.
2) всё учение о схематизме превратится в бессмыслицу для того, кто вообразит, что Кант допускал реальное обособление чувственности от рассудка и, создав искусственно такое обособление, старался заполнить пропасть между двумя гетерогенными по природе психическими явлениями и ради этого создал такое сумеречное понятие, как понятие схемы, которое, не будучи ни продуктом только чувственности, ни продуктом только рассудка, могло играть между обеими способностями роль посредника. Именно такое истолкование схематизма даёт Шопенгауэр: он ставит Канту в упрёк, подобно тому, как Аристотель делал Платону, что для заполнения пропасти между умопостигаемой идеей человека и единично данным реальным человеком необходимо установить посредствующее звено — ввести понятие третьего человека (др.-греч. τρίτος ανθρωπος). Насколько справедлива критика Аристотеля, направленная против дуализма чувственного и сверхчувственного у Платона, настолько неудачна критика Шопенгауэра, бьющая мимо цели.
Своим учением о схематизме Кант привёл в тесное соприкосновение логику, психологию и теорию познания в вопросе об образовании и значении общих понятий. Он указал на удивительную сложность и тонкость живого процесса формирования качественных понятий: он раскрыл перед нами в схематизме «искусство, скрытое в глубине человеческой души», которое несомненно натолкнуло Гегеля на разработку диалектического метода; недаром Гегель так сочувственно отзывается об этом отделе «Критики чистого разума».

#### Отдел 2. Трансцендентальная диалектика
После Аристотеля диалектику весьма часто смешивали с логикой. В новой философии к термину «диалектика» вернулся Кант, у которого трансцендентальная диалектика, наравне с трансцендентальной аналитикой, — часть трансцендентальной логики. Трансцендентальная диалектика ставит задачей раскрытие призрачности суждений, возникающей в том случае, если чистые понятия рассудка мы относим не к одним предметам опыта, и если из идей разума, переступающих границы всякого возможного опыта, мы делаем заключения относительно мира явлений и предметов самих по себе.

### II. Трансцендентальное учение о методе

#### Глава 2. Канон чистого разума
Канон (правило) чистого разума — технический термин Кантовой философии. Так как разум (в узком смысле, то есть способность образования безусловных идей), не имеет теоретического или познавательного употребления (принадлежащего всецело рассудку, ограниченному опытом), то канон чистого разума (совокупность основоположений или принципов разума), может определять только практическое его употребление (в нравственной сфере).

## Переводы

### Русские переводы
«Критика чистого разума» несколько раз переводилась на русский язык. Список первых изданий переводов:
- Критика чистого разума Соч. Иммануила Канта / Пер. и предисл. М. Владиславлева (доц. философии в С.-Петерб. ун-те). — СПб., тип. Н. Тиблена и К°, 1867.
- Кант И. Критика чистого разума. Пер. Н. М. Соколова. В 2 вып. — СПб., М. В. Попов, 1896—1897.
- Кант И. Критика чистого разума. Пер. с нем. и предисл. Н. Лосского. — СПб., тип. М. М. Стасюлевича, 1907.

Несостоявшийся перевод
В планах Фета был перевод «Критики чистого разума», однако, Н. Страхов отговорил Фета переводить эту книгу Канта, указав, что русский перевод этой книги уже существует. После этого Фет обратился к переводу Шопенгауэра.

### Переводы на другие языки
Перевод на латинский язык был сделан Фридрихом Борном (Immanuelis Kantii Opera ad philosophiam criticam. Latinam vertit Fredericus Gottlob Born. Vol. I, qui inest Critica rationis purae. Lipsiae, 1796).
Известны два перевода на английский:
- Перевод Мейклджона (Kant Immanuel. Critique of Pure Reason. Translated from the German by J. M. D. Meiklejohn, 1855).
- Перевод Нормана Кемп Смита (Immanuel Kant’s Critique of Pure Reason. Translated by Norman Kemp Smith. London, 1933).

Итальянский перевод сделан Джордже Колли (Kant Immanuel. Critica délla ragione pura. Introduzione, traduzione e note di Giorgio Colli. Torino, 1957).
Французские переводы:
- Перевод Барни[фр.] (Emmanuel Kant. Critique de la raison pure. Traduction J. Barni, 1869).
- Перевод Тиссо (Immanuel Kant. Critique de la raison pure. 2-de édition en français, retraduée sur la 1-re édition allemande, contenant tous les changements de la 2-de édition. Des notes et une biographie de Kant. Par С. J. Tissot, prof. Vol. 1—2. Paris, 1845).